# Halton Holegate
Halton Holegate är en ort och civil parish  i Storbritannien.   Den ligger i grevskapet Lincolnshire och riksdelen England, i den sydöstra delen av landet, 180 km norr om huvudstaden London. Halton Holegate ligger 22 meter över havet och antalet invånare är 427.
Terrängen runt Halton Holegate är platt. Runt Halton Holegate är det ganska tätbefolkat, med 75 invånare per kvadratkilometer. Närmaste större samhälle är Skegness, 14,8 km öster om Halton Holegate. Trakten runt Halton Holegate består till största delen av jordbruksmark.